# 贖罪日戰爭

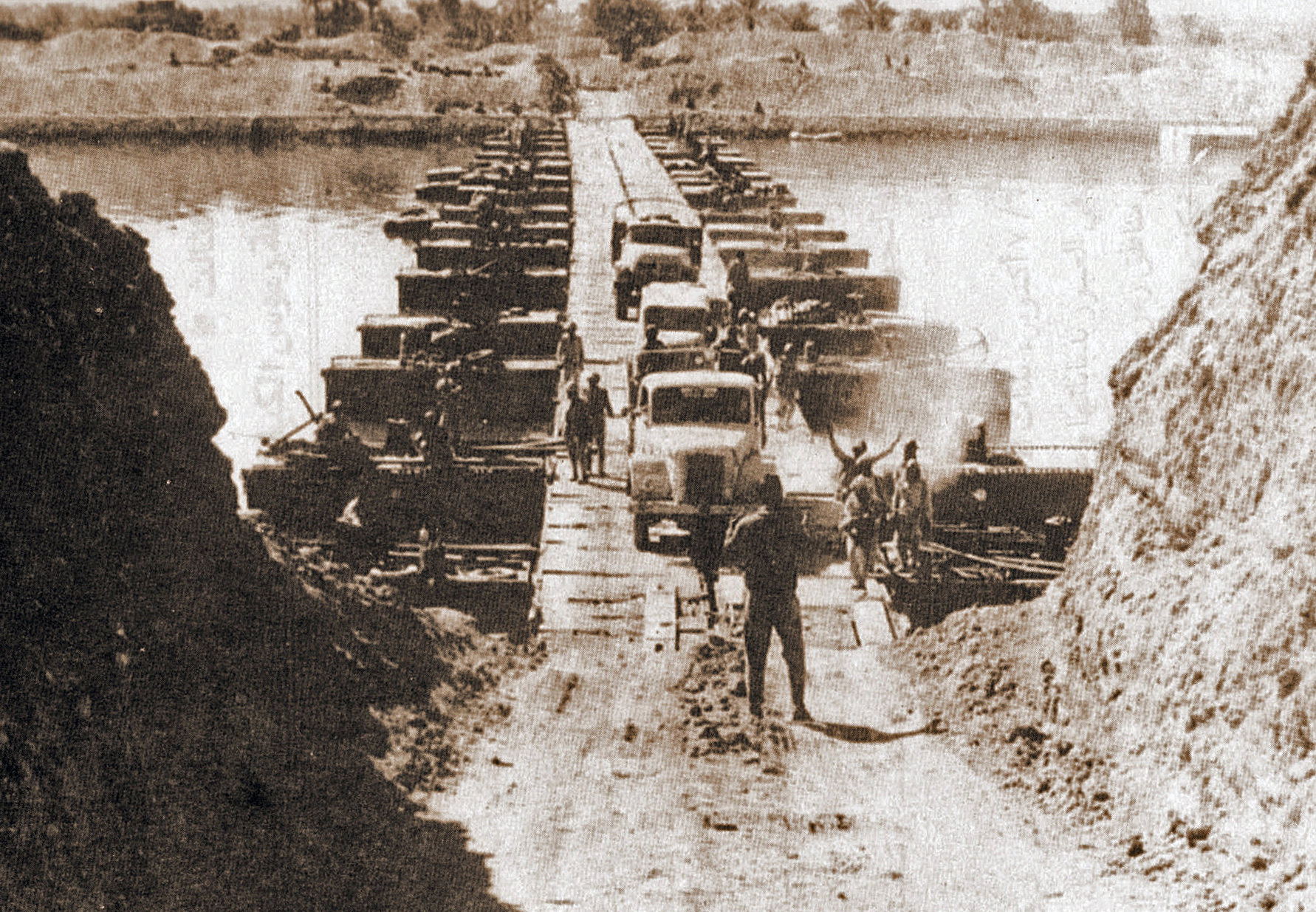
10月7日埃及军队渡过苏伊士运河

贖罪日戰爭（罗马化：Mil°ḥȩmȩt Yŵm HaK̇iṗẇriym，羅馬化：Ḥar°b ʾˈUk°tuwbar；又稱第四次中東戰爭、齋月戰爭、十月戰爭）發生於1973年10月6日至10月26日，起源於埃及與敘利亞分別攻擊六年前六日戰爭中被以色列佔領的西奈半島和戈蘭高地。戰爭的頭一至兩日埃敘聯盟佔了上風，但此後戰況逆轉。至第二周，敘軍退出戈蘭高地。在西奈方面，以軍穿過兩個軍團之間的空隙，越過原來的停火線蘇伊士運河，直到联合国停火令生效為止。
這場戰爭對多個國家产生了深遠影響。相較之前埃敘約聯盟在六日戰爭慘敗，阿拉伯世界從這場戰爭初期的军事胜利中找到信心；而以色列意識到即使在战术上取得一時的勝利，也無法確保能持續在軍事上戰勝阿拉伯國家。這些變化給之后的和平進程铺平道路。1978年《戴维营和約》和隔年《埃以和約》促進退還西奈半島土地，使埃以關係正常化，埃及成为首個承認以色列的阿拉伯國家，同時埃及持續遠離蘇聯以至完全脫離其勢力範圍，轉為亲美國的獨立外交政策，蘇伊士運河也重開了。
美国在这场战争中采取了干涉行动以帮助以色列，但同时歐美国家担心石油输出国组织会因此停止向其出售石油以及关闭苏伊士运河。战争结束后，阿拉伯国家对歐美和以色列的仇恨进一步增强，同时阿拉伯国家在战争期间将原油价格从战争前的不到3美元一桶提升到接近12美元一桶，迫使美国寻求其他方法满足自身的能源需要（如降低限速和室内温度，以及研究水力压裂技术等）。赎罪日战争是阿拉伯国家在二战之后第一次發起同时反对歐美的联合行动。:428-430

## 背景

### 戰爭的起因
這場戰爭是阿以衝突的一部分。1948年以來，二者之间已經爆发了多場戰爭。在之前的六日戰爭中，以色列攻佔了整個西奈半島乃至蘇伊士運河，並且從敘利亞那裡攻佔了戈蘭高地的大约一半面积的领土。
在戰爭爆发前的幾年裡，以色列在西奈和戈蘭高地上修建了許多防禦工事。1971年，以色列花費了五億美元在蘇伊士運河建立了一個龐大的堡壘系統，這座堡壘被命名為巴列夫防線，名稱來自以色列將軍巴列夫（Chaim Bar-Lev）。
埃及和敘利亞都想拿回在六日戰爭中失去的土地，但以色列高層卻不想歸還這些土地。不過依據以色列前總統哈伊姆·赫尔佐格的說法，在1967年6月19日，以色列聯合政府已經投票無異議通過，要把西奈半島和戈蘭高地還給埃及和敘利亞以換取和平協議。戈蘭高地將非軍事化，也將和埃及展開有關西奈半島蒂朗海峽的溝通，以色列政府也決定要和約旦國王展開關於東方邊界的談判。但阿拉伯國家稍後在喀土穆協議（Khartoum Arab Summit）中決定，與以色列「拒絕和平、拒絕接觸、拒絕談判」，有的阿拉伯国家至今仍在遵守此協定。
埃及總統贾迈勒·阿卜杜-纳赛尔於1970年9月去世，繼承者是穆罕默德·安瓦爾·薩達特，而薩達特決定經由戰爭手段取回在六日戰爭中的失土。1971年，薩達特在與聯合國調停大使賈林的談話中聲明：「除非以色列『撤出在西奈半島和加薩走廊的所有武裝部隊』，並且履行聯合國安理會242號決議中的所有條款，埃及才會『準備與以色列和平共處』。」以色列的答覆則是絕不會撤回1967年6月5日以前的邊界。
薩達特寄望於以小規模地戰勝以色列便能改變現狀，而敘利亞總統哈菲茲·阿薩德則有不同的看法，他對與以色列的談判完全不感興趣，並認為只有用完全的軍事手段才能奪回戈蘭高地。從六日戰爭以來，阿薩德便進行龐大的擴軍備戰，他希望讓敘利亞成為阿拉伯國家中的軍事霸主。在埃及的援助下，阿薩德認為敘利亞軍已經有絕對的勝算擊敗以色列並取回失土。阿薩德認為只有在用武力奪回戈蘭高地後談判才會展開，到時將能威逼以色列交出約旦河西岸地區和加薩走廊，且逼以色列做出其他的讓步。
薩達特同樣期盼戰爭的來臨，「薩達特掌權三年以來……是歷史上埃及人民士氣最低落的時期……經濟一直低迷不振。發動戰爭是孤注一擲的選擇。」在薩達特的傳記裡，作者Raphael Israeli描述薩達特面臨到埃及自從六日戰爭以來士氣低迷的問題，認為在進行任何改革之前，都須先克服這種戰敗的羞恥感。埃及的經濟已經陷入混亂，但薩達特察覺他將要推行的改革必定會在部分埃及人口裡不受歡迎，而一次軍事上的勝利將能讓他獲得人民普遍支持。一部分的埃及人，尤其是發起許多抗議活動的埃及大學學生，強烈主張進行戰爭以奪回西奈半島，而薩達特掌權三年來還未發動戰爭讓他們相當不滿。
其他的阿拉伯國家對發動新的戰爭較不感興趣，約旦的侯赛因國王擔心，若是戰爭失敗將會再次失去土地（約旦在之前的六日戰爭中失去了佔一半人口的土地）。同時薩達特承諾巴勒斯坦解放組織和阿拉法特，在戰勝後將會讓他們管理約旦河西岸地區和加薩走廊，而約旦國王則認為西岸地區應該屬於約旦。而於1970年爆發的黑色九月事件，在巴解與約旦的內戰中，敘利亞曾軍事介入支援巴解，進一步造成約旦和敘利亞的不合。
伊拉克和敘利亞同樣關係緊張，伊拉克也拒絕參加開頭的攻勢。黎巴嫩則由於軍力過小和內部的不穩定而未有參加。在開戰前一個月，薩達特忙於在外交上爭取支援，到1973年的秋天，薩達特宣稱已經得到超過100個國家的支持，這些國家大多來自阿拉伯國家聯盟、不結盟運動的參與國和非洲統一組織的國家。薩達特也在歐洲爭取支援，並且獲得了一些成功。英國和法國首度支持了阿拉伯國家，在戰爭爆發前，西德則成了埃及最大的軍備來源國。

### 戰爭爆發前的事件
薩達特於1972年公開宣稱埃及將會和以色列開戰，並說埃及已經準備好「犧牲1百萬名士兵」。1972年底以來，薩達特專注於建軍備戰，從蘇聯那裡取得了MiG-23戰機、SA-6防空飛彈、RPG-7反坦克榴彈、T-62坦克，尤其是AT-3反坦克飛彈，並且改良了軍事戰術。在六日戰爭中造成軍事失敗的無能將領被有才能者取代。
兩個超級大國的介入也是影響兩場戰爭結果的主要因素。蘇聯的外交政策造成了埃及軍事上的弱點，美國與盟國支援以色列的都是當時最先進的攻擊性武器，而蘇聯則只在相當不情願的情況下提供埃及防衛性的武器。前任總統纳赛尔曾經造訪莫斯科，納塞爾極力懇求莫斯科高層，並且宣稱如果蘇聯拒絕提供武器，他將會返回埃及向埃及人民宣布蘇聯已經遺棄了他們，並反過來向美國求取支援，如此美國將會在此地區佔上風。由於蘇聯無法接受美國介入埃及，最後只好答應提供埃及防空飛彈以防禦邊界。
事實上埃及在之前1968年所發動消耗戰役的一個潛在目標便是為了逼迫蘇聯提供埃及更先進的武器軍備，埃及感覺到唯一足以說服蘇聯相信埃及軍備落後不足的方法，便是將這些落後的武器投入實戰中，對抗由美國提供以色列的先進武器，並以這些實戰的落敗來說服蘇聯提供更先進的軍武。
纳赛尔與蘇聯的關係在1967年的戰爭中產生衝突，蘇聯希望埃及以和平的方式解決和以色列的衝突。蘇聯不計代價希望避免阿拉伯與以色列的衝突以免與美國展開進一步的對抗。美蘇於奧斯陸的與會更進一步朝向保持現狀，而這是埃及所無法接受的。由於擔心準備戰爭的意圖被蘇聯察覺，埃及開始驅逐當時停留在埃及的蘇聯軍事顧問團。1972年7月薩達特驅逐了幾乎全部20,000名蘇聯軍事顧問，並且在外交政策上開始向美國靠攏。
蘇聯認為薩達特不會有機會贏得戰爭，他們警告薩達特，任何跨越蘇伊士運河的行動都會由於以色列嚴密的防禦而死傷慘重。就在1973年2月21日，利比亞阿拉伯航空114號班機也是飛抵西奈半島上空即被以色列空軍擊落，該次事件加深了以阿間的仇恨。蘇聯當時正致力於緩和政策，因此極不樂見中東出現不穩定的情勢。在1973年6月與尼克松的會面中，蘇聯共產黨總書記勃列日涅夫建議以色列應該撤回1967年的邊界，勃列日涅夫稱如果以色列不這樣做，「蘇聯將很難維持目前的和平狀態」，暗示了當時蘇聯對薩達特發動戰爭的意圖已經無能為力。
在1973年4月9日接受美國新聞週刊的訪問時，薩達特再次威脅向以色列發動戰爭。在1973年裡，阿拉伯國家舉行了數次大型的軍事演習，每次都引起以色列軍方提升到最高的警戒狀態，而每次都在幾天後回復平靜。以色列的領導人相信，如果戰爭爆發，以色列空軍能像以往一樣很快的擊潰敵人。
在戰爭爆發的前一年，1972年10月24日，薩達特在一次與軍方高層的會議中，透露了他發起戰爭的意圖，即使是在蘇聯並不支持的情況下。戰爭計畫在極機密下擬定，即使軍中的高階指揮官也只在戰爭爆發前不到1個禮拜才被告知，而士兵們則在幾個小時前才被告知。攻擊計畫代號為Operation Badr，也就是阿拉伯文裡「滿月」的意思。

### 展開突襲的前夕
以色列軍的軍事情報部（俗稱「阿曼」）是以色列全國的情報判斷中心，軍事情報部對戰爭爆發的可能性估計方法建立在幾個假設上。首先，他們假設敘利亞不會與以色列開戰，除非埃及也一起參戰。第二，他們擁有來自時任埃及總統沙達特心腹兼幕僚長（阿什拉夫·馬爾萬，代號“ 天使” ）的情報，他們藉由間諜得知埃及希望奪回整個西奈半島，同時埃及在取得蘇聯支援的轟炸機用以癱瘓以色列空軍、和飛毛腿飛彈藉以威脅以色列城市之前將不會發動戰爭。由於蘇聯還未提供轟炸機，而飛毛腿飛彈才剛於8月運達埃及，需花費4個月進行訓練，因此軍事情報部認定戰爭將不會在短期內爆發。由於這些帶有偏見的錯誤假設，導致他們忽略了其他顯示戰爭逼近的情報。
埃及軍進一步的刻意製造這種誤解，以色列和美國都以為埃及驅逐蘇聯軍事顧問的舉動已經嚴重損害了埃及軍的戰力。埃及繼續製造各種假情報和訊息，像是埃及軍在後勤上出了問題以及缺乏足夠的專業人員操作先進武器。埃及也不斷的製造缺乏備用零件的訊息。薩達特長期以來施行的邊緣政策更多次故意揚言發動戰爭，直到其他國家開始減低對於戰爭爆發的危機意識。在1973年的5月和8月，埃及軍兩次在邊界動員的演習，使以色列軍方為了提升警戒狀態而額外花費了1千萬元。
在贖罪日的前一個禮拜，埃及軍指定將在蘇伊士運河進行為期1個禮拜的訓練演習。以色列軍事情報部偵測到埃及軍在運河週遭有大規模集結行動，卻判定是埃及軍的另一次演習。同時敘利亞軍隊在邊界也開始大規模集結，然而軍事情報部卻認為這也不構成威脅—因為依據他們的假設，敘利亞只有在埃及也加入的情況下才會參戰，而埃及只有在蘇聯武器到達的情況下才會開戰。
之所以選在猶太人的假日赎罪日這天發動戰爭，是因為以色列在這天處於全國放假狀態。贖罪日是猶太人一年中最重要的節日，在這天包括虔誠的猶太教徒和一般現世的猶太教徒都會實行禁食，同時會避免使用武器、電子器材、引擎、通訊設施等等，道路交通也會停止。許多士兵在這天離開崗位返家過節，這天以色列處於一年中戰備最脆弱的狀態，尤其難以進行全國軍人的緊急復員。
虽然已經拒絕參加战争，但約旦的胡笙國王在兩週前曾與薩達特和敘利亞總統阿薩德在埃及的亞歷山大港會面。儘管薩達特和阿薩德皆不信任約旦而不太可能告知戰爭的詳細計畫，但他們很可能在談話中企圖試探約旦參戰的可能性。

9月25日的晚上，胡笙國王秘密的飛往特拉維夫以警告以色列總理梅爾夫人敘利亞即將發動戰爭。
|  | “敘利亞會在沒有埃及參加的情況下開啟戰端？”梅厄夫人問道，胡笙國王則說他不認為：“我認為他們（埃及）會一起行動。” |

讓人吃驚的是，這樣明確的警告都沒有被以色列所重視。以色列的軍事情報部認為約旦國王所說的都是他們已知的情報。
|  | 以色列情報特務局（「摩薩德」）在9月裡經過可靠的情報來源接獲了高達11次戰爭即將爆發的情報，但莫薩德情報局的局長兹维·扎米尔依然堅持阿拉伯國家沒有能力發動戰爭。即使是約旦國王的警告也沒有被重視。 |

最後，兹维·扎米尔親自前往倫敦與“消息來源”會面（安插於埃及的間諜），時間是10月5日/6日的午夜，在會面中，“消息來源”告知他埃及和敘利亞即將發動戰爭。這次的警告獲得了重視，加上其他眾多顯示戰爭逼近的情報，終於迫使以色列高層展開行動。就在攻擊開始前一個小時，軍方下令開始緊急動員後備軍人。 諷刺的是，這次動員比以往簡單的多，因為大多數的軍人都待在猶太教堂或是家裡過節。

### 失去先發制人攻擊的機會

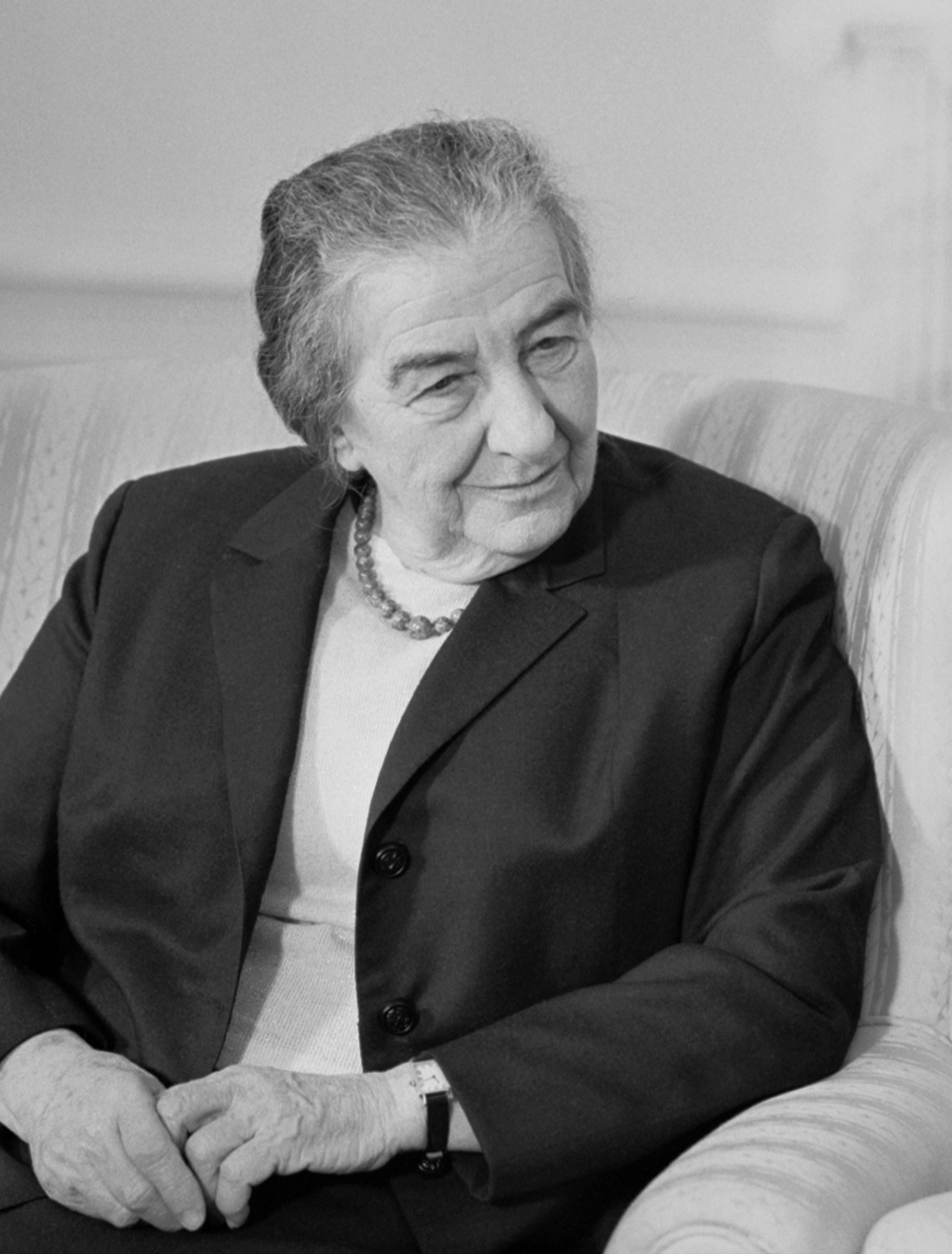
在得知戰爭即將爆發後，以色列总理果尔达·梅厄做出不先發起攻擊的決定，在之後引起了極大爭議。

以色列軍方所奉行的戰略是，如果發現戰爭即將逼近，以色列將會發動先發制人的攻擊。這個戰略的前提是假設以色列情報機關能於戰爭爆發的48小時以前，察覺危機逼近。
總理果尔达·梅厄、國防部長戴揚和以色列國防軍參謀總長埃拉扎爾中將於贖罪節的早上8:05會面，當時距離攻擊展開只剩下6小時了。戴揚依然堅持戰爭不一定會爆發。而埃拉札爾則極力主張發起先發制人的攻擊，並計畫在夜間攻擊敘利亞的機場、在下午3:00攻擊敘利亞的飛彈基地，並在下午5:00攻擊敘利亞地面部隊。“當會面結束時，總理仍然猶豫不決，但她決定將不發起先發制人的攻擊。以色列非常仰賴美國的支援，並擔心主動發起攻擊會被視為是以色列開啟戰端的。她說：‘如果我們先發起攻擊，我們會在國際上站不住腳，而且得不到任何國家的支援。’ ”當時歐洲國家由於遭受阿拉伯國家威脅石油禁運和貿易抵制，早已停止供應以色列武器和軍需品。因此以色列完全仰賴美國支援軍需品，也因此非常顧忌任何會危及兩國外交關係的行動。
雖然當時梅厄總理不發起先發制人攻擊的決定惹起以色列社會的猛烈抨擊，但從現今觀點回顧起來，決定放棄先發制人的攻擊是明智的選擇。在戰爭爆發後，美國於10月13日開始進行的五分錢救援行動，為以色列補充了大量寶貴的軍火武器。依據季辛吉的說法，如果是以色列先展開了攻擊，“他們連一根螺絲釘的援助都不會得到”，那很可能會導致以色列亡國。

## 戰爭過程

### 西奈半島戰事
埃及軍在登陸了西奈半島的淺灘後，就停留不敢深入，害怕一旦脫離後方地对空导弹的保護圈後，會遭到以色列空軍攻擊。在之前的六日戰爭中，以色列空軍痛擊了缺乏防禦的阿拉伯國家部隊。埃及（以及敘利亞）在這幾年裡於停火線的邊界大量部署地對空飛彈部隊，當時以色列空軍對這些地對空飛彈部隊仍缺乏有效的反制方法。由於以色列將多數國防經費投資於建設空軍上，致力於讓以色列擁有中東地區最具威嚇力空軍，因此阿拉伯國家期盼這些地對空飛彈的部署能夠使以色列空軍毫無用武之地。
因為預料到以色列裝甲部隊會進行反擊，埃及第一波攻勢的部隊裝備了相當數量的反裝甲武器，包括單兵攜帶的RPG火箭推進榴彈以及更為先進的AT-3反坦克飛彈。平均3名埃及士兵便有1人裝備反裝甲武器，「有史以來還未曾出現過數量和密集度如此驚人的反裝甲火力」 。同時，位於埃及一側的運河斜坡被埃及軍填高，比以色列那邊運河足足高出兩倍，給了埃及軍完美的視野和發動攻擊的有利位置，使埃及軍能夠輕易的射擊任何逼近的以色列步兵和坦克。

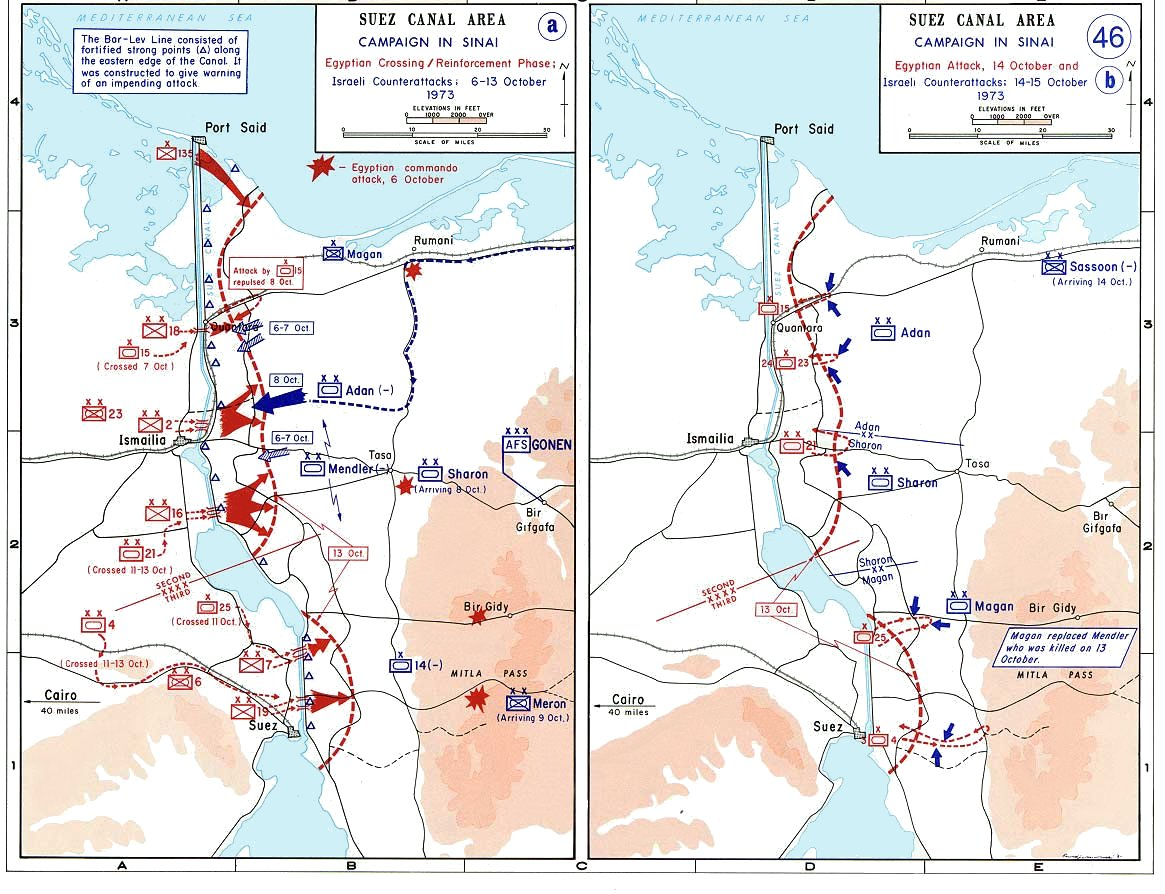
西奈戰線從10月6日至15日的戰況.

埃及軍的突襲成功的在以色列的防線製造了好幾個缺口（因為贖罪節假期而缺乏人手防禦），並且很快的渡過蘇伊士運河，擊破了幾乎所有的巴列夫防線上的堡壘。埃及軍繼續前進了大約15公里，以2個軍的兵力進入了西奈半島的沙漠地帶。以色列在運河的東方沙地有著階梯狀的沙堆堡壘據點，並一直以為這種沙堆堡壘能夠抵擋空襲和火炮。然而，埃及軍的工兵早已準備好對策：利用抽水馬達直接抽取蘇伊士運河河水，以高壓水槍噴射水柱直接沖刷沙堆堡壘，在水槍的強力噴射下沙堡迅速瓦解，後方防守的以色列部隊便毫無遮蔽的遭受攻擊。
以色列於巴列夫防線的駐軍完全寡不敵眾(当时由于后备兵员都拨给了北方因此大部分巴列夫防線的据点是空的)，埃及軍的數量超過了以軍數倍，便快速壓倒了整個巴列夫防線。整個防線只有最北邊的1個堡壘據點成功防守住直至戰爭結束。
埃及軍開始鞏固他們的據點。在10月8日，3個月前剛接替退休的夏隆成為以色列南方戰線指揮官的史密爾·葛農，下令Gabi Amir的裝甲旅進攻於Hizayon已經鞏固了陣地的埃及軍隊，儘管Amir的反對，進攻仍然展開了，結果遭致災難性的結果，多數以色列坦克被埃及軍的AT-3反坦克飛彈擊毀。傍晚時，埃及軍的攻擊被夏隆率領的師所擋下（由於戰爭爆發，夏隆迅速復職指揮）。當天的戰鬥結束，雙方暫時都沒有能力再次發動大規模攻擊。在此战中埃方的宣传产生的一大神话，就是歼灭了以军190装甲旅，这一说法至今仍然在被引用，实际以军被全歼的是190营.
在以色列於8日災難性的攻勢後，雙方都停頓了下來，開始鞏固自身陣地並且期盼對方先發動攻擊。埃拉扎爾取代了能力不足的葛農接掌指揮，葛農沒有立即被撤職，因為這在戰時可能對士氣造成傷害。
在幾天的對峙後，薩達特想要幫助緩和敘利亞戰線的壓力，下令再次發起攻擊。10月14日，埃及軍離開陣地展開攻勢，「這次攻勢是自贖罪日以來最大的一波，然而卻全盤失敗，成為戰局翻轉的主要原因。除了在乾河床的攻勢外，其餘埃及軍都是迎頭攻擊處於防禦中的以色列陣地，埃及軍在當天便失去了150至200輛坦克。」

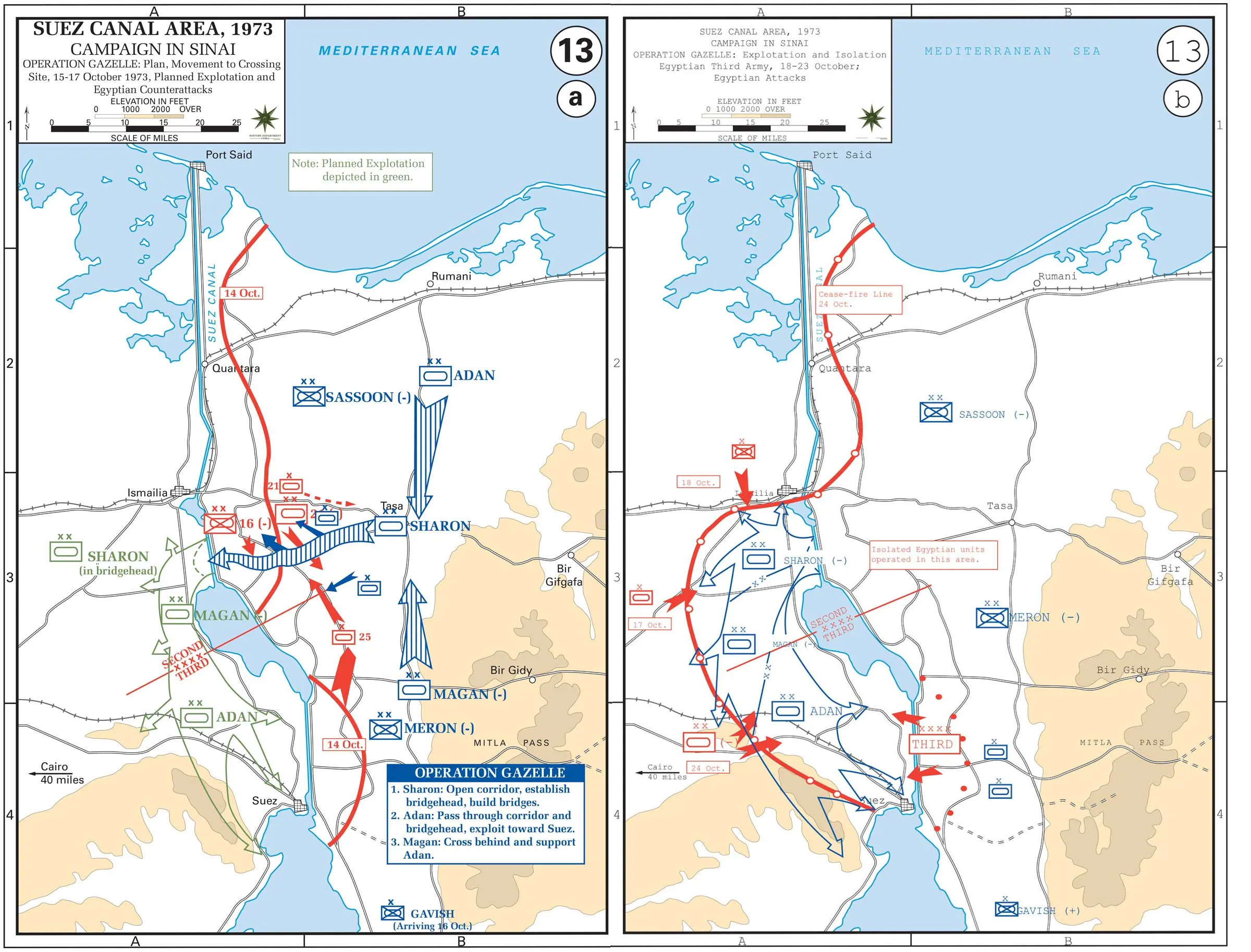
西奈戰線從10月15日至24日的戰況.

15日，以色列發動了大規模反擊，在這次代號勇敢壯士行動（Operation Stouthearted Men）的攻擊中，以色列大幅改變一直以來依賴坦克和飛機支援的戰術，運用步兵發起攻勢，迅速穿透了埃及軍的地對空飛彈基地和反坦克飛彈陣地，一個由夏隆所領導的師攻擊埃及在大苦湖北邊Ismailiya附近的陣地，進攻預計中埃及軍戰線最脆弱的部分，也是北邊的埃及第二軍團和南邊的第三軍團交界處。然而由於埃及軍在戰前即注意到該處的脆弱，而在事前部署了兩個師及完善工事，以色列軍計畫的奇襲變成一場堅苦的攻堅戰，在兩軍於「中國農場」（一項在運河東方的灌溉計畫，中國農場之名得自戰後以軍在農場發現的中文告示，但實際上那是日本農業團留下的日本漢字）週邊地區經歷了整場戰役中最殘酷的戰鬥後，以色列終於打穿了埃及軍的戰線來到蘇伊士運河，將埃及軍一分為二。緊接著一小批以軍部隊橫渡運河來到對岸，迅速建立橋頭堡。在24小時內，大量步兵藉著輕型充氣船渡河，儘管沒有裝甲部隊的支援，他們大量配備了美製的M72 LAW反坦克火箭以對付埃及裝甲部隊。這批突擊部隊迅速清除了運河西岸一個又一個的埃及軍防空和反坦克飛彈陣地，這些陣地清除後，以色列軍隊便重新獲得了具壓倒性優勢的空軍和裝甲部隊的支援。
在戰爭之前，由於擔心以色列會渡過運河，沒有西方國家願意提供以色列架橋的裝備。然而以色列仍然從法國購買了大量二戰報廢的修橋模件、浮橋架設裝備。以色列甚至準備了頗為複雜的自製「滾軸橋」，不過由於後勤耽誤而未運用。以色列在10月16日/17日的晚上架好浮橋，Avraham "Bren" Adan師渡河迅速南下，以切斷埃及第三軍團向西撤回埃及的後路，同時派出突襲部隊繼續掃蕩運河東方的埃及地對空飛彈陣地。到了10月19日，在埃及軍的密集砲轟下，以色列仍然在大苦湖北邊的運河上架起了4座浮橋。至戰爭結束時，以色列部隊已經大量攻入埃及，距離首都開羅只剩下101公里了。

### 血戰戈蘭高地

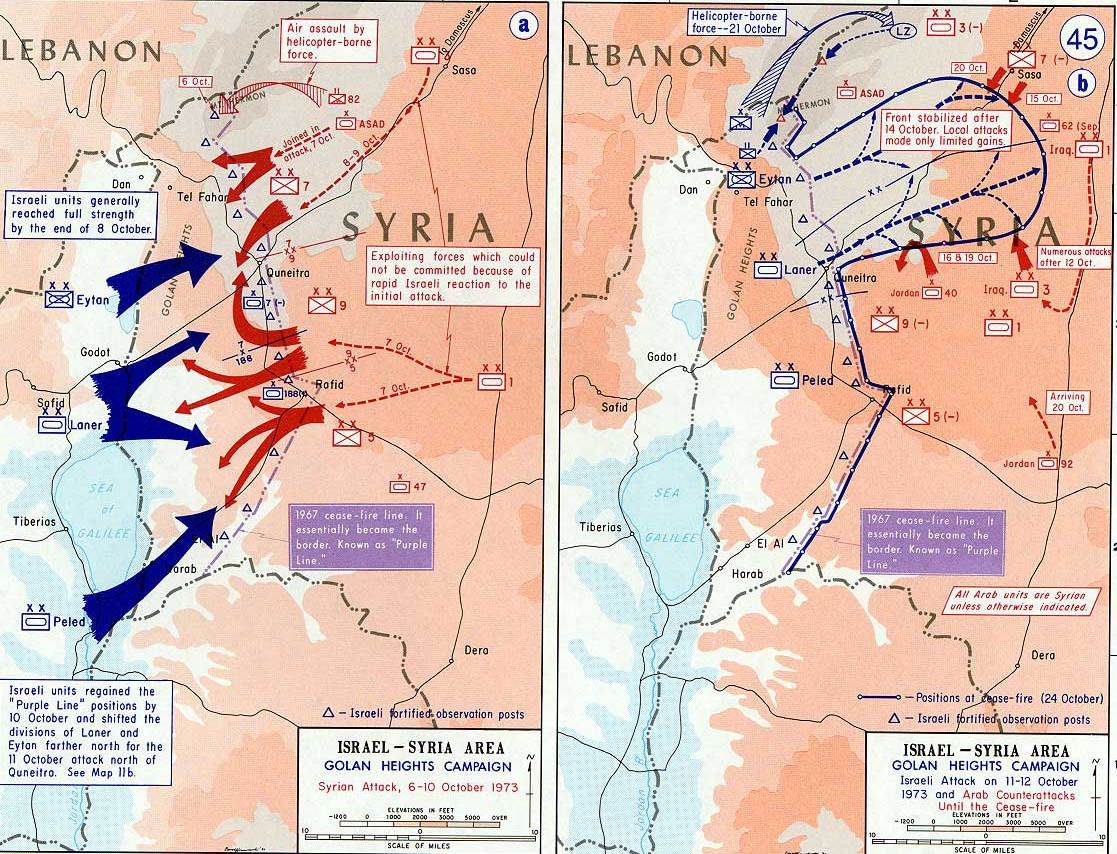
戈蘭高地的戰況

在戈蘭高地，以色列軍以2個裝甲旅和11個火炮連的兵力，抵擋敘利亞5個師與188個連的进攻。在戰役開始時，兵力懸殊得難以置信，大約180輛以色列坦克，面對的是1,400輛敘利亞坦克，每1輛部署在戈蘭高地的以色列坦克在開頭的攻勢中都陷入了苦戰。敘利亞並以直昇機空降突擊隊攻佔了以色列位於赫爾蒙山上的最重要的看守堡壘Jabal al Shaikh。
在戈蘭高地的戰鬥被以色列高層列為第一優先。在西奈半島的作戰由於距離以色列本土相當遙遠而不會有太大威脅，但戈蘭高地一旦陷落，敘利亞軍便能長驅直入以色列。後備役軍人被儘可能的以最快速度分派至戈蘭高地，他們一到達兵站據點便直接駕駛分配的坦克開往前線，無須等待其餘訓練的乘員、無須等待安裝機關槍於坦克上、也無須等待覘視規正的步驟（軍方規定的一種曠日費時的瞄準鏡歸零目測檢查）。
如同在西奈戰線的埃及軍，敘利亞軍一直小心的只在己方防空飛彈的保護範圍內行動。敘利亞也使用許多蘇聯製的反坦克武器，但由於戈蘭高地地形崎嶇而沒有像在平坦的西奈半島上如此有效。
敘利亞估計以色列的後備軍人至少要24小時才能到達前線，事實上，以色列的後備軍人在戰爭爆發後15個小時便開始陸續到達前線了。
在第一天戰鬥結束時，在戈蘭高地擁有9比1壓倒性兵力的敘利亞軍已經達成了一定規模的勝利。「一個敘利亞的坦克旅通過了Rafid山口，攻進了西北方一條不常使用、名為Tapline的道路，這條路斜切過戈蘭高地，是戈蘭高地最重要的戰略道路之一。這條路將成了敘利亞軍突破山口攻向Nafah的據點，而Nafah不但是以色列軍事指揮部的所在地，也是戈蘭高地最重要的十字路口。」 就在當天晚上，剛剛到達戰場而且尚未被分派部隊的Zvika Greengold中尉，憑著1輛坦克和幾名乘員，拼命抵擋如潮水般湧來的敘利亞坦克直到增援抵達。「在接下來20個小時裡，Zvika的坦克在面臨崩潰的戰線上來回奔馳，抵擋每輛入侵的敘利亞坦克—有時候只有一輛、有時則是一大批，在擊毀對手後迅速更換目標，單獨擊毀了數十輛的敘利亞坦克。他在激戰中被擊中受了傷，但仍然繼續作戰，不斷的進行小規模作戰，在每次戰線即將崩潰的危急時刻力挽狂瀾。」由於傑出的作戰表現，Zvika成了以色列的國家英雄。
在超過4天的激戰中，北邊的以色列第7裝甲旅終於守住了戰線，得以守住位於以色列軍總部所在地Nafah旁的崎嶇山丘。由於一些仍然未知的原因，敘利亞幾乎就要攻佔Nafah，但卻在那時停止了前進，使以色列得以重整戰線。最合理的解釋是當時敘利亞已經事先估計了進攻的時間，而當時戰場的指揮官不願意改變計畫。
在戈蘭高地南邊的戰場，以色列的巴拉克裝甲旅（Barak）沒有任何天然的屏障，開始遭受大量的傷亡。裝甲旅的指揮官Shoham上校在第二天的戰鬥中陣亡，留下副指揮官和其他軍官指揮各自的坦克激戰，敘利亞部隊不顧一切的向加利利海推進並湧向Nafah，這時巴拉克裝甲旅已經四分五裂失去了組織功能，殘存的坦克和乘員則各自為戰。
戈蘭高地的局勢在以色列後備援軍抵達後終於開始逆轉，10月8日，以色列軍開始反擊。不同於南邊廣大的西奈半島，狹小的戈蘭高地很難在戰爭中起緩衝作用，然而此戰役證明了戈蘭高地不僅在地理上是個重要的戰略據點，而且是阻止敘利亞入侵以色列本土的關鍵。到了10月10日星期三，所有入侵的敘利亞部隊都被擊退回開戰時的邊界了。
接下來以色列高層必須要做一個決定: 要就此停戰維持自1967年以來的邊界，或是繼續攻入敘利亞的領土。10月10日從白天直到晚上，以色列高層就這個問題爭論了一整天的時間。因為史密爾·葛農在2天前剛在Hizayon災難性地戰敗，有些人主張就此停止前進，將多餘的兵力調回西奈戰線，其他人則主張繼續進攻，攻向大馬士革，徹底擊敗敘利亞，這樣做也可以恢復以色列在中東的軍事霸主的形象。主張停戰者則反駁敘利亞本土有堅強的防禦—反坦克壕溝、佈雷區和要塞，並認為防守地形崎嶇的戈蘭高地比進攻地形平坦的敘利亞容易的多。無論如何，總理梅厄了解到整場爭論中最重要的問題—「把在戈蘭高地的一個師調回西奈戰線要花上4天時間。如果戰爭在這時結束了，戰爭的結果將是以色列在西奈半島的領土損失、同時也沒有在北部戰線攻佔領土，那結果將變成為以色列十足的戰敗。這是政治上的問題，而她則做出了決定—跨過原有的戰線攻入敘利亞…攻勢將在明天，也就是10月11日星期四展開。」
從10月11日至10月14日，以色列部隊攻進了敘利亞本土，在敘利亞的巴珊（Bashan）攻克了20平方哩的土地，從那裡以色列得以用重型火炮開始砲轟大馬士革的市郊，距離只有40公里。
「由於阿拉伯國家的戰況迅速惡化，約旦的海珊國王不得不派兵支援。為了避免直接和以色列開戰會遭到以色列空軍攻擊，他派出了一支遠征部隊前往敘利亞。他藉由美國傳話讓以色列了解他的意圖，他不希望約旦也遭到攻擊…以軍指揮官莫夏·戴揚拒絕為此作出任何保證，但以色列卻也不想另起戰端。」
伊拉克也派出了遠征部隊前往戈蘭高地，由30,000人、500輛坦克、700輛裝甲車輛組成。伊拉克部隊的出現讓以色列相當吃驚，以色列原本預期伊拉克部隊至少要24小時以上的時間才能到達前線。伊拉克部隊突襲了以色列裝甲部隊攻勢的突出部的南方側翼，迫使以色列部隊向後退卻數公里，以避免遭到包圍。
敘利亞加上約旦和伊拉克的部隊發動反擊以阻止以色列進一步的攻勢，然而，他們也無法擊退位於巴珊的突出部的以色列部隊。
在10月22日，以色列戈蘭尼旅（Golani Brigade）突擊隊和總參謀部直屬偵察營（Sayeret Matkal）特種部隊重新佔領了赫爾蒙山上的據點。由於山上防衛的敘利亞狙擊手的攻擊，兩週前的進攻已經造成25人陣亡67人受傷，而這次的進攻又造成55人陣亡79人受傷，最後終於奪取了據點。1輛以色列的D9推土機和以色列步兵一同破壞了前往山頂的道路，以免日後又被敘利亞佔領。同時一個以色列傘兵旅也佔領了山上的其他據點。

### 海戰

拉塔基亚海戰的過程圖解

以色列和敘利亞在10月7日發生的拉塔基亚海戰（Battle of Latakia）， 是一場具技術性革命的海戰。以色列的勝利證明了，體積小而速度快、並且配備了電子反制設備的飛彈快艇的潛力。戰鬥發生在敘利亞的港口拉塔基亚外，在戰鬥中，以色列飛彈快艇引誘敘利亞快艇在最遠的射程時就發射飛彈，接著以金屬箔片和雷達干擾技術使這些飛彈全部落空，等敘利亞快艇射光了飛彈後，以色列快艇便追上去在適當的距離內發射飛彈，結果擊沉了好幾艘敘利亞快艇。
這是有史以來第一次飛彈快艇間的戰鬥。這場戰役使以色列海軍揚眉吐氣，一掃長期以來海軍被其他軍種視為害群之馬的形象，證明了自身的強大戰力和潛力。
在這場海戰和其他幾場小型海戰後，敘利亞和埃及海軍就一直停留在他們位於地中海的港口內直到戰爭結束，使以色列得以掌握地中海的海運航道，這使得以色列得以取得大量由美國船隻運載來的軍火補給（其實以色列有96%的补给是經由這樣的船運所取得的，而非經由空運）。
不過，以色列海軍並沒有成功突破埃及海軍在紅海的勢力，使以色列無法經由伊拉特港取得石油補給（這也是在戰爭後期以色列之所以冒險強渡運河的原因之一），這是由於在紅海部署的飛彈快艇不足造成的，事後以色列對此相當懊悔。
在戰爭中，以色列海軍還對埃及港口發動了幾次小型的襲擊，以摧毀那些可能用於運載埃及突擊隊至以色列戰線後方的埃及船隻，不過這些行動對整場戰爭的影響並不大。

#### 美蘇海軍對峙

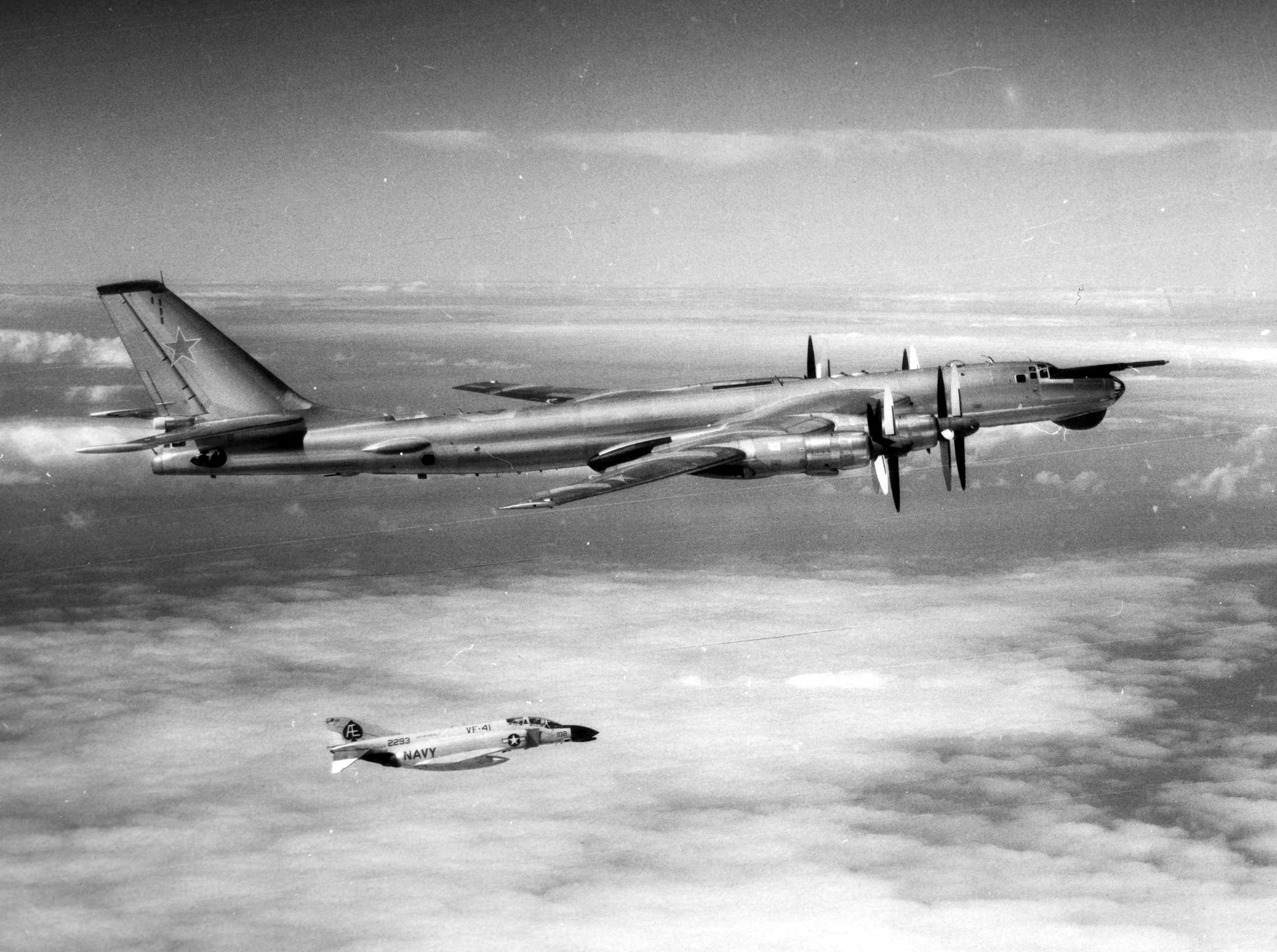
1973年9月22日，美國羅斯福號航母艦載的一架F-4幽靈II戰鬥機在地中海上攔截一架蘇聯圖-95戰略轟炸機

這場戰爭是整個冷戰期間美國海軍和蘇聯海軍之間最大規模的海上對抗。當美國和蘇聯支持各自的盟友時，其在地中海的艦隊變得越來越敵對。戰爭開始時，蘇聯地中海分艦隊出動了52艘艦艇，11艘潛艇中一些攜帶核彈頭巡航飛彈。美國第六艦隊出動48艘艦艇，包括兩艘航空母艦（獨立號、羅斯福號）、一艘兩棲突擊艦（瓜達康納爾號）和兩棲艦艇，載有2,000名海軍陸戰隊員。10月31日時蘇聯地中海分艦隊的兵力達到頂峰，為96艘，當時美國第六艦隊的兵力增為60艘（增加了甘迺迪號航母及硫磺島號兩棲突擊艦等）。

### 其他參戰國家
除了埃及、敘利亞、約旦、伊拉克以外，其他阿拉伯國家也牽扯上這場戰爭，提供各種軍火和籌措資金，這些支援的總數仍然無法確定。
沙烏地阿拉伯和科威特提供了金融上的支援並也派出了象徵性的少量部隊參戰。摩洛哥派出了1個旅的部隊前往前線支援，巴勒斯坦人也派出部隊支援。且巴基斯坦也派了16名飛行員助戰。
從1971年到1973年，利比亞領導人穆阿迈尔·卡扎菲派了些幻象3型戰鬥機前往埃及並且提供了約10億元的援助。阿爾及利亞派遣了1個中隊的戰鬥機和轟炸機、1個坦克旅、幾十輛坦克支援埃及。突尼西亞派遣超過1,000名士兵前往埃及，蘇丹也派遣了3,500名士兵。
烏干達的電台宣稱伊迪·阿明也派遣了烏干達士兵前往作戰。古巴也派遣了大約1,500名士兵和坦克及直昇機部隊前往支援，據報導還曾和以色列空軍交戰過。
朝鲜人民軍空軍派遣了一个飞行中队，总计20名飞行员、8名地勤人員、5名译员、3名行政人员、1名政治顾问、1名军医、1名炊事员，支援叙利亚-伊拉克联军。

### 空中運補
阿拉伯聯軍與以色列在兩個戰線的激烈作戰與損失，讓雙方的裝備與儲備彈藥都下降至危險的程度。作為各方的主要支援國家，美國與蘇聯分別展開大規模的運補行動。

#### 蘇聯軍援
蘇聯在埃及與敘利亞的要求下分別對兩國展開軍援的行動。蘇聯除了以運輸機將裝備與物資輸送到這兩個國家以外，也自部分東歐國家調動裝備支援阿拉伯聯軍的作戰。
最早被以色列與美國注意到的蘇聯運輸機群是在10月4日與5日分別前往大馬士革與開羅，顯示蘇聯可能在運送最後一批增援物資。根據戰後的公開資料，這些飛機其實是在兩國政府的通知下，將蘇聯在當地的技術人員以及家屬送回國內。
實質上蘇聯對兩國的運補開始於10月9日，大多數的物資運往敘利亞，以補充他們在戰場上蒙受的重大損失。
雖然蘇聯比美國早大約5天進行運輸作業，運輸機需要涵蓋的距離也遠短於美國空軍跨越的部分，但無論是在總運輸量和裝備的可用程度上都遠不及美國對以色列提供的效果。主要的原因包括：
1. 蘇聯的軍用運輸機的載重量不如美國空軍使用的機型。
2. 蘇聯在運輸作業前段的規劃與整合作業非常不理想。蘇聯的裝備往往送到的時候還需要組裝，或者是彈藥，燃料與武器是分開運輸或者是放置，導致接收到裝備的國家需要額外的時間將需要的部分整合起來才能送往前線。全部蘇聯運送到的坦克，只有從東德來的一小部分是可以直接從飛機上下來之後進入戰鬥。
3. 阿拉伯國家的機場裝卸作業效率不佳，相較於美國與以色列的機場裝卸效果，這方面也導致蘇聯軍援的效果不佳。

#### 美方軍援：五分錢救援行動
埃及和敘利亞在初期的攻勢使以色列軍遭受大量戰損，以色列急需補給軍火武器，否則戰局將面臨崩潰。除開裝備的受損以及需要補充的零件以外，以色列彈藥儲備量也下降到非常危險的層次。以色列歷經多次戰爭，對於需要的彈藥儲存量有很好的經驗，可是這一次的戰鬥的消耗量遠遠高於過去的任何一場戰鬥，而且以色列使用的多種火炮彈藥尚未具備生產能力，導致彈藥的供應會面臨斷炊的危機。在美國運輸展開前，以色列的105毫米彈藥儲存量一度下降到只能夠維持48小時。除此之外，開戰當時的狀況，超過預期的消耗量所衍生的心理壓力和恐慌，也是促使以色列積極要求美國協助的原因之一。
在10月9日，梅厄總理向國際呼籲懇求援助，歐洲國家全都拒絕，只有美國總統理察·尼克森答應支援以色列—尤其是蘇聯也開始支援阿拉伯國家軍火的情況下。美國向許多商務航空公司接觸，希望幫忙運載軍火至以色列，但航空公司都害怕戰後遭阿拉伯國家抵制，因此全都拒絕了。只有以色列的國家航空公司—以色列航空公司願意協助，並從10月10日開始運載，然而以航的那些客機根本沒有足夠的運載能量將所需的大量軍火及時運達。此外，這些民航機無法運送大型裝備，譬如火炮或者是坦克。在裝卸的效率上也遠不如軍用運輸機，儘管如此，這些運輸還是勉強的為以色列的作戰多爭取的一點時間。
美國政府本身沒有立即展開運輸作業的主要原因在於高層的政治衝突。尼克森總統當時為了水門案而無法分身，因此將協調的作業全部交給國務卿季辛吉負責。季辛吉除了穿梭各國展開外交折衝之外，為了爭取日後的政治籌碼，在運輸作業上該由誰負責等政治責任與功勞方面與國防部長斯勒辛格發生拉鋸戰。雙方的立場都相當堅定，毫不相讓，即使以色列已經發出多次緊急請求下，僵持的局面也無法打開。連日應付各方政治與輿論壓力的尼克森總統也未能適時介入，解開這些衝突。
美國空軍面臨最大的技術問題是所有現役的運輸機都沒有空中加油設備，這表示除非找到中途降落加油與更換組員的機場，美國空軍將無法擔任空中運補的工作，而經由海上運輸的提議是無法讓以色列接受的。由於政治上害怕阿拉伯國家抵制的問題還未解決，歐洲的盟國都拒絕讓這些運輸飛機中途降落加油，甚至拒絕讓這些飛機飛過他們的領空。最後只有葡萄牙願意協助，因此葡萄牙的拉日什機場成了整個運輸行動的基地。由於其他歐洲國家的要求，原本就停留在這些國家的運輸機也得飛回拉日什，很快的每天便有超過30架飛機通過拉日什，為了容納這些飛機行動，機場迅速擴建到能容納1,300人住宿，甚至連在二戰時建立的兵營也派上用場。
最早的規劃是由美國空軍的運輸機將物資送到拉日什機場，然後由以色列自己將物資送回去，以避免美國介入或者是其他的政治問題。這個規劃在運輸行動尚未開始前就被認為行不通而放棄，因此所有的運輸機會在拉日什停留之後，遵循非常嚴格規劃的航線飛往以色列。
到了10月14日，尼克森決定援助不能再耽擱下去了，下令美國空軍「把所有能飛的玩意都飛往以色列！」。這項名為五分錢救援行動（Operation Nickel Grass）的任務於是展開，接下來9個小時裡，大量C-141和C-5運輸機已經開始飛往以色列。
在葡萄牙至以色列的航線上，運輸機沿著極度精確的航線飛行穿過地中海，航線的南邊有敵方的阿拉伯國家、北邊則是拒絕開放領空的歐洲國家，任何偏離的飛機，尤其是進入埃及領空，都無法保證會不會被擊落，因此護航是必要的，美軍第六艦隊與以色列的戰鬥機共同擔任護航的工作，直到運輸機平安抵達以色列本-古里安国际机场為止。雖然與阿拉伯國家戰鬥機的接觸報告很多，不過直到戰爭結束前，沒有任何一架運輸機受到騷擾。
到達以色列的軍火很快被卸載並直接送往前線，有些彈藥在發射出去的時候，甚至還是冰冷的。美國方面很擔心任何運輸機在地面的時候或者是軍火在機場範圍內受到任何攻擊而引發無法估計的損失，不過在這一段時間當中，並沒有預期中的攻擊發生，也沒有運輸機受到攻擊而損失。
並非所有軍火都是以運輸機送到以色列的。在開戰的頭幾天裡，以色列空軍損失了大量戰機，被阿拉伯國家所部署的各種地對空飛彈擊落或擊傷。因此以色列向美國買下36架F-4幽靈戰鬥機，這些戰鬥機本來隸屬美軍，在塗掉美軍標誌換上以色列空軍的標誌後，由美軍飛行員直接飛往以色列，並馬上投入戰場。
除了補充以色列消耗的裝備與彈藥以外，美國還提供以色列一些新裝備：小牛飛彈、百舌鳥飛彈與拖式飛彈，其中百舌鳥飛彈的使用被埃及指責有美國空軍的飛行員直接介入戰爭。
直到10月24日戰爭結束為止，這項行動讓以色列在戰爭的緊要關頭，能夠迅速補充初期損失的裝備，因此這項行動有時也被稱為“救了以色列一命的行動”。
也因為美國的這項行動，嚴重激怒了阿拉伯國家，阿拉伯國家聯合對美國實行徹底的石油禁運，造成美國油價暴漲，導致1973年石油危機。

#### 統計
從10月9日蘇聯開始空中運補到10月24日之間，美國與蘇聯所提供的援助分別是：
- 蘇聯：共飛行935架次，提供16000噸物資與裝備，以及206架軍用機。
- 美國：共飛行565架次，提供22400噸物資與裝備，以及56架軍用機。

此外，以色列的航空公司共飛行250架次，運送5500噸物資與裝備。

### 參戰武器
阿拉伯國家配備的絕大多數是蘇聯製的武器，而以色列則大多是西方國家製的武器。要注意的是，阿拉伯國家的T-62坦克裝備了夜間作戰的配備，而以色列裝甲部隊則缺乏這方面的配備，因此在夜間給了阿拉伯國家更多優勢。
| 種類   | 阿拉伯國家軍隊                                                   | 以色列國防軍                                                                                            |
| ------ | ---------------------------------------------------------------- | --- |
| 坦克   | T-54和T-55、T-62、T-34和PT-76                                    | 超級谢尔曼（M4的改裝型），M60巴頓坦克，百夫長坦克，以及其他約200輛之前戰爭中俘獲的T-54、T-55和PT-76坦克 |
| 飛機   | MiG-21、MiG-19、MiG-17、Su-7B, Tu-16、Il-28、Il-18、Il-14、An-12 | A-4天鷹式攻擊機, F-4幽靈戰鬥機、幻象3型戰鬥機, 超級幻密式戰鬥機, 禿鷹戰鬥機                             |
| 直昇機 | 米-6/Mi 6、米-8/Mi 8                                             | 超級黃蜂、CH-53、AB-205                                                                                 |

#### 以色列空軍
開戰前以色列空軍擁有127架F-4E戰鬥機與RF-4E偵察機，162架各式A-4攻擊機，35架幻影IIIC戰鬥機，40架Nesher戰鬥機和15架超級神秘戰鬥轟炸機。以色列空軍在當時比起其他國家空軍擁有更充裕的各類空載電子干擾系統，包括ALT-27遠距離干擾莢艙，ALQ-71噪音干擾莢艙與ALQ-87噪音干擾莢艙，同時許多戰機上面裝有雷達預警接收器與干擾絲和熱焰彈釋放器。但是許多以色列空軍飛行員並不信任這些電子設備，加上埃及與敘利亞部署的防空飛彈密度超過以往，許多干擾設備無法有效的降低這些地面飛彈系統的效果。
此外，以色列空軍還部署10個營的鷹式飛彈與超過400門40與20毫米防空炮。

#### 埃及空軍與防空指揮
埃及空軍在開戰前有210架各式米格21戰鬥機，100架米格-17战斗机，80架苏-7战斗轰炸机，5架Il-28轟炸機與25架Tu-16轟炸機。埃及空軍在消耗戰結束之後積極擴充空軍的規模與提升飛行員的素質。飛行員需要通過兩年半的學科與基礎飛行訓練，然後是80小時的中級課程與170小時高級訓練課程。畢業之後還要花費一年的時間在作戰訓練單位針對未來使用的機種進行最終的飛行訓練。不過埃及在開打前始終無法解決飛行員數量短缺的問題。
埃及的防空指揮系統獨立於陸軍之外，麾下共有75,000人，是埃及空軍的3倍規模。當消耗戰結束之後，埃及持續擴充SA-2與SA-3防空飛彈部署在蘇伊士運河區的陣地數量，這些陣地也利用水泥與砂石加強防禦能力。1970年的一份報導指稱埃及在該地區共有45個營的防空飛彈陣地。

## 停火

### 受困的埃及第三軍團
10月22日，在美蘇間的談判結束後，聯合國通過了停火決議。下令以色列與埃及間的戰鬥立刻停止（但法律上來說不包括以色列和敘利亞間的戰鬥），停火命令於12個小時後的以色列時間下午6:52生效，但戰鬥直到夜晚才慢慢停止。事實上僅利用人造衛星的圖片是不可能判斷雙方的前線位置的。
在下令停火時，以色列部隊距離他們的目標只有幾百公尺—最後一條連接開羅和蘇伊士運河的道路。當天晚上，埃及軍在許多地區違反了停火令，擊毀了9輛以色列坦克。為了報復，大衛·埃拉扎爾向高層請求繼續向南方攻擊，莫夏·戴揚同意了，以色列部隊繼續向南進攻，佔領了最後一條道路，徹底包圍了蘇伊士運河東方的埃及第三軍團。
隔天早晨，引發了一陣外交上的慌亂。蘇聯的偵查飛機證實了以色列部隊正在朝向南方推進，於是蘇聯指責以色列違反停火令。在電話中，基辛格質問梅厄夫人「我們怎麼知道在沙漠中停火線到底在哪裡？」梅厄回答道：「我們終究會知道的」稍後基辛格才知道埃及的第三軍團已經被包圍了。
因此美國不斷向以色列施加壓力，不希望以色列摧毀埃及第三軍團，甚至威脅將支持聯合國要求以色列退回10月22日戰線的決議，於是以色列只好答應提供受困的埃及第三軍團非軍用的補給物資（食物及清水）。在與以色列大使Simcha Dinitz的電話中，基辛格告訴以色列大使，想徹底摧毀第三軍團是一個「並不存在的選擇」。

### 核戰危機
同時，蘇聯共產黨總書記勃列日涅夫在10月23/24日的午夜傳遞了一封信給尼克松，勃列日涅夫建議美蘇雙方都應派遣代表團，以保證停火令的信用。他同時威脅道「我很直接的警告你，如果我們無法在這件事情上達成共識，我將會很快採取必要的單方面行動。我們不能容忍以色列如此任意行動」。簡單的說，蘇聯威脅將要站在埃及這邊參戰。
訊息到達時，尼克松已經上床睡覺了。基辛格立刻與其他幾名高階部長會面，包括國防部長詹姆斯·史勒辛吉、中央情報局局長威廉·柯比和白宮幕僚長亞歷山大·海格，當時美國國內水門事件正一發不可收拾，尼克松處於非常激動和不安的狀態，因此他們決定不和尼克松商量便自行處理這件事。
「當基辛格問白宮參謀長海格是否要叫醒尼克松時，海格直接否定了。海格和基辛格都覺得當時尼克松已經沒有能力做出這種重要的決定了」。
在一番討論後，他們以尼克松的名義發了一封回覆安撫勃列日涅夫，同時決定提升國家防衛狀態（DEFCON），從第4級提升至第3級，也就是和平時期最高的警戒狀態了。接著他們發了一封信給薩達特（同樣以尼克松的名義），要求他別再請求蘇聯支援，並威脅如果蘇聯介入，美國也會介入。
美國情報單位也察覺，蘇聯已經有七個空降師進入警戒狀態，相應的軍事空運部隊也準備將這些空降部隊送到中東地區。在蘇聯東南部，蘇聯軍方已經開設了一個空降前進指揮部，同時，數個蘇聯空軍部隊也進入警戒。「情報亦顯示，至少有一個空降師與一個空軍運輸機中隊已經機動前進至南斯拉夫。」同時，蘇聯亦部屬了七艘兩棲作戰登陸艦載運了約四萬名海軍步兵進入地中海區域。
蘇聯很快便察覺美國提升了防衛狀態，並對美國的回覆感到吃驚和困惑。苏联最高苏维埃主席团主席尼可萊·波德戈爾內說：“誰想的到美國竟然那麼膽小”，蘇聯部長會議主席阿列克謝·柯西金說：“只因為埃及與敘利亞而跟美國開戰並沒有道理”，蘇聯國家安全委員會『克格勃』主席安德罗波夫則說：“我們不該因此引發第三次世界大戰”。最後，蘇聯接受了阿拉伯國家戰敗的事實。在開會時美國內閣的回覆傳來，勃列日涅夫覺得美國太神經質了，並決定此時最佳的做法是等待美國再次回覆。隔天早上，埃及也同意了美國的要求，不再要求蘇聯支援，這場危機於是得以結束。

### 北部戰線的緩和
在北部戈蘭高地的戰線，敘利亞軍已經準備好發起另一次大型的反擊，預計在10月23日進行。除了敘利亞的5個師外，還有伊拉克的2個師，以及其他小規模的包括約旦在內的阿拉伯國家部隊。蘇聯的支援也補充了之前在戈蘭高地的損失。
然而，在攻勢展開的前一天，聯合國發布了停火令（只及於埃及和以色列），埃及於星期一(10月22日)接受了停火令，使阿薩德陷入進退兩難的局面。停火令並沒有及於敘利亞，但連帶的效力卻不能被忽視。一些敘利亞將軍主張維持攻擊計畫，並認為這樣埃及將會感激敘利亞並也會繼續戰鬥…其他人則認為繼續戰爭將會讓以色列有藉口徹底摧毀埃及第三軍團，到時埃及無法繼續作戰，以色列就能將軍隊主力北調全力對付敘利亞，甚至進攻大馬士革。
最後，阿薩德決定取消攻勢，並在10月23日宣布敘利亞接受停火令，而伊拉克政府也下令伊拉克部隊返國。

### 停火後的談判
有組織的戰鬥到10月26日全都結束了。不過戰線上仍偶爾會發生衝突，同時仍然維持軍事緊繃的局面。受困的埃及第三軍團被切斷了所有補給，因此成了以色列的人質籌碼。
埃及的國家安全顧問Hafez Ismail傳遞消息給基辛格—只要以色列同意讓第三軍團獲得非軍用的補給物資（食物及清水）並徹底停火，埃及願意直接和以色列進行對話。
談判在10月28日展開。最後，基辛格拿了一份談判出的提議給薩達特，薩達特幾乎沒有任何爭論便簽署了。以色列的檢查哨將被聯合國接管，允許非軍用的補給物資通過，並且會開始交換戰俘。接著在日內瓦展開了會議，最後各方都簽署了休戰協議。在1月18日，以色列簽署協議將部隊撤回運河以東，直到1974年3月5日撤回了所有的以色列部隊。
基辛格的穿梭外交終於在1974年5月31日達成了脫離戰爭狀態的協議，雙方互相交換戰俘，並且由聯合國在邊界設立緩衝地帶，聯合國脫離接觸觀察員部隊（UN Disengagement and Observer Force）創立並駐紮在戈蘭高地以維護停火協定。

## 戰後遠期影響
在戰爭結束時簽署的和平協議是自1948年的戰爭以來，阿拉伯國家與以色列首次公開進行對話。
對於阿拉伯國家而言（尤其是埃及），從六日戰爭以來一直承受的戰敗感得以克服，並讓他們能平等的與以色列進行談判。然而，戰爭中埃及只在西奈戰線獲得一小部分土地，以色列卻在戈蘭高地以及運河西岸獲得更多的土地，這場戰爭使阿拉伯國家了解到他們無法在軍事上擊敗以色列，也因此使以阿間的和平得以展開。
這場戰爭震驚了整個以色列，之前六日戰爭的大勝讓以色列軍過度自信，一直以為以色列在中東擁有優勢軍事實力。而戰爭初期的挫敗，打破以色列国防军保持二十五年的“不可战胜”的神话，造成以色列國內心理上的恐慌，然而在那時以色列人也認知到「在兩面戰線大量敵軍的突襲下，以色列還未開始動員，在緊急情況下，以色列仍然迅速在一天內站穩了腳步，並在兩週內便進行了反攻直接威脅了兩個國家的首都」，「如此短的時間便達到這樣的成就，歷史上也只有以色列能辦到」。不過，以色列也承受了比例極高的人員傷亡，以人口比例而言，以色列在三週內便承受了美國十年越戰的傷亡比例。
為了報復美國支援以色列，阿拉伯石油輸出國家組織、石油輸出國組織裡的阿拉伯國家，由沙烏地阿拉伯領導，在10月17日決定每個月減低石油產量5%，並威脅徹底禁運。然而尼克松還是在10月18日向美國國會請求提供了以色列$22億元的軍火。利比亚立即宣布对美国实行石油禁运。10月20日，沙烏地阿拉伯宣布對美國實行石油禁運，其他阿拉伯產油國緊接著加入，並且擴大到對荷蘭以及其他一些支持以色列的國家禁運，造成了1973年石油危機。雖然禁運是對於這場戰爭的反應，現在則有證據顯示薩達特早在8月已秘密前往沙烏地阿拉伯以組織這次禁運。
至於埃及發動這次戰爭的目的之一便是為了轉移國內的不滿情緒，但仍因為缺乏食物而在開羅爆發了大規模的反政府暴動，抗議者的口號甚至是「橫渡運河的英雄，我們的早餐在哪裡？」（يا بطل ﺍﻟﻌﺒﻮﺭ، فين الفطور؟）。
尽管苏联在勃列日涅夫时期极力在中东地区扩张，扩大了苏联在中东的势力范围，但当苏联支持的埃及和叙利亚在1973年的第四次中东战争中再次败给以色列之后，借助战后美國方面亨利·基辛格在以、阿之间的穿梭外交谈判，哈菲兹·阿萨德主政的叙利亚开始谋求在美国与苏联之间进行平衡外交，不再专一依赖苏联，而穆罕默德·安瓦尔·萨达特主政的埃及亦与苏联決裂。

### 在以色列引發的政治餘波
對以色列政府的抗議活動在戰後4個月展開。抗議由Moti Ashkenazi所領導，他是「布達佩斯堡壘」的指揮官—也就是那個唯一死守到最後未被埃及軍攻克的巴列夫防線上最北邊的堡壘，憤怒的群眾非常不滿以色列政府在戰爭中的表現（尤其是針對莫夏·戴揚）。以色列最高法院為此展開了調查，調查為何戰爭爆發前未能及時備戰，和戰爭開頭幾天內的挫敗。
特別委員會在1974年4月2日發布了初步的調查報告，六個人必須為戰爭前期的挫敗負責：
- 以色列國防軍的參謀長大衛·埃拉扎爾（David Elazar）被提議免職，委員會認定他必須承擔「對戰爭前的準備工作和戰爭情勢發展的責任」
- 情報機關首長Eli Zeira和他的副手Aryeh Shalev被提議免職。
- Amam軍事情報部的埃及情報工作小組負責人Bandman中校、和南方地區情報首長Gedelia中校，被提議調離情報機關。
- 南方戰線的指揮官史密爾·葛農，被提議除役現役[60]。他被迫在報告發布後的1975年1月30日離開軍隊。報告中指責他「他無法達成他應履行的職務，並應對我軍在戰役中的危險處境負責」[61]

與公眾的不滿不同的是，這份報告「因為受到壓力，報告調查的是主要是執行者的責任，而不是政府高層的責任，然而那已經超出他們能力所及」。然而梅厄總理和莫夏·戴揚顯然必須負起責任，公眾要求他們辭職（尤其是戴揚）的聲浪越來越大。
最後，在1974年4月11日，梅厄總理辭職了。她的內閣也一起總辭職，包括已經請辭兩次而被梅厄挽留的戴揚在內。原本擔任埃拉扎爾的顧問的伊扎克·拉宾，在6月繼位成了新政府的總理。

### 大衛營和約

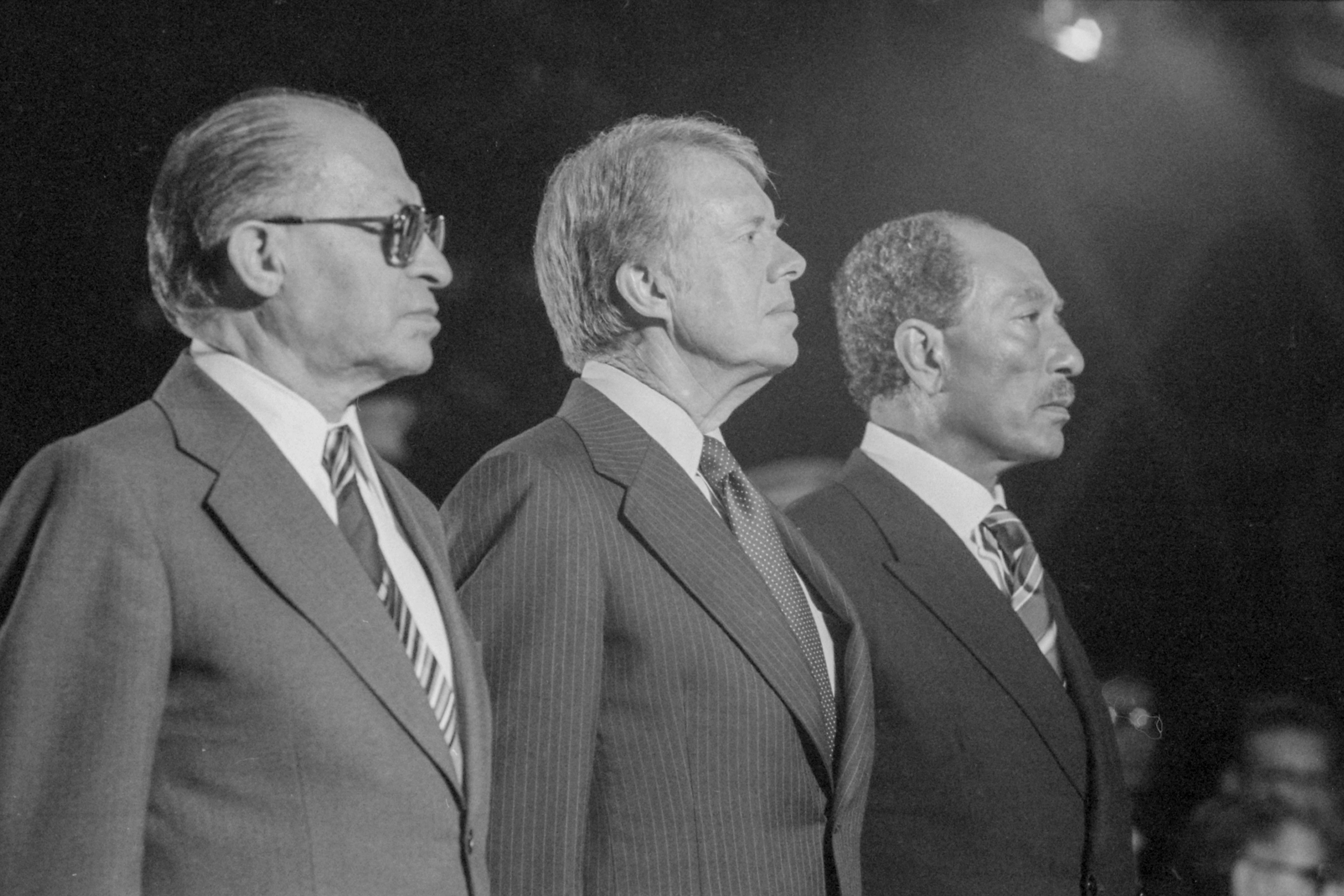
貝京、卡特和薩達特於大衛營的合照，攝於1978年9月7日。

拉賓的執政由於發生兩件醜聞而被迫於1977年下台。右翼的以色列聯合黨贏得了選舉，由梅納赫姆·貝京出任總理，這是以色列建國以來，首次由非以色列工党所組成的政府。
原本希望藉由戰爭奪回西奈半島的薩達特就此對和平的進展緩慢而感到洩氣；在1977年11月，他做出了史無前例的舉動——前往以色列訪問，成為了第一個訪問以色列的阿拉伯國家領導人（這同時也等於承認了以色列的存在）。
薩達特的訪問加速了和平運動的進展，美國總統吉米·卡特邀請薩達特和貝京前往大衛營（美國總統的行宮）與會，會議從1978年9月5日—17日，最後談判成功，以色列與埃及在1979年簽署了《以色列-埃及和平條約》。以色列從西奈半島撤出所有軍隊和殖民者，以交換與埃及的正常關係與長久的和平。
許多阿拉伯國家對此非常不滿，将埃及逐出了阿拉伯国家联盟。事實上直到當時為止，埃及還一直被當成“阿拉伯國家裡的領導者”。(Karsh, 86)

### 紀念節日
戰爭後，每年的10月6日被定為埃及的國定假日，稱為軍隊節（Armed Forces Day）
為了紀念這場戰爭，埃及的許多地方被重新命名，被稱為10月6日或是齋月10日。
巧合的是，就在這場戰爭的第8週年紀念遊行上，薩達特被刺殺了，刺殺他的是一羣不滿他與以色列講和的軍人。

## 其他
世界知名的軍事小說作家湯姆克蘭西將此次戰爭的過程改寫成了《恐懼的總和》，不過只有在開頭的序章和中間的部分有提到此戰爭。此部小說亦被拍攝成同名電影，頗受好評。
到1973年，有人认为以色列创建了13个核武器或核装置。:437
此戰爭爆發後整整五十年，即2023年10月7日。中東地區再度爆發戰爭，是為以色列和哈馬斯之間的以哈戰爭，此場戰爭目前依然持續當中，並在全球引發廣大影響。

## 相關影視作品
- 贖罪日之戰，2023年上映

## 外部連結
- 地圖：埃及 Archive.today的存檔，存档日期2007-11-19
- 地圖：敘利亞 Archive.today的存檔，存档日期2007-11-19
- 10月戰爭與美國的政策 （页面存档备份，存于）—Provided by the National Security Archive.
- 碉堡裡的哭聲 （页面存档备份，存于）—一段不可思議但卻是真實的錄音，在埃及軍突破巴列夫防線時，其中一座被圍困碉堡裡的以色列守軍與夏隆間的無線電通話錄音[永久]
- SAAR-2/3/4系列飛彈快艇 （页面存档备份，存于）